# Alchemilla chillaloensis
Alchemilla chillaloensis é uma espécie de rosácea do gênero Alchemilla, pertencente à família Rosaceae.